# 羊のうた
『羊のうた』（ひつじのうた）は、冬目景による日本の漫画。『コミックバーガー』（幻冬舎）1996年1月号から、『コミックバーズ』2002年11月号に連載された。単行本は全7巻。
メディアミックスとして、実写映画、OVA、ドラマCDが製作された。タイトルは中原中也の『山羊の歌』に由来する。

## あらすじ
プロローグ
美術部室で赤く染まった絵と八重樫葉の傷を見た一砂は、不思議な感覚にとらわれる。高城の血に引かれるように、一砂は子どもの頃に住んでいた家を訪ね、姉の千砂に再会する。千砂は半年前に父親が自殺したこと、衝動的に血を吸いたくなる高城家の奇病について話す。三度目の発作に見舞われた一砂に対して、千砂は自分の腕を傷つけ、「こっちに来て」と誘なう。一砂の発作は千砂の血を舐めることによりおさまる。千砂は「父さんがあたしを必要としてくれてたからこんな人生でも生きてこられた」と語りかける。
千砂と志砂
千砂は3歳で発病し、父親志砂の血により発作を抑えてきた。志砂は不憫な娘を溺愛する。千砂にとっては父親との暮らしが世界の全てであった。しかし、志砂にとって千砂は亡くなった妻百子の身代わりに過ぎなかった。妻を裏切るという罪悪感、妻の身代わり人形にしてきた娘が、自分への愛を求めるようになった恐怖感に耐えられなくなった志砂は、千砂を道連れに死のうとするが、果たせず自殺する。父親の呪縛のため、千砂は他の人の血では癒やされず、水無瀬は発作を抑えるため強い向精神薬を処方する。それは、生まれつき心臓機能の弱い千砂にとっては負担の重い薬であった。
一砂の葛藤
一砂は美術部室で四度目の発作に襲われ、葉に自分の病気を告白し、近づかないように警告する。一砂は大切な人たちを傷つけまいと、関係を断ち切ろうとする。千砂は、「あなたを癒すことのできるのはあたししかいないのよ」と告げ、高城の家で一緒に暮らすことを提案する。葉から何を聞いても平気だよと告白されたとき一砂は発作に襲われる。葉は自分の指を切って一砂の前に出し「こうすれば側に居ていいんでしょう」と迫る。渇きと抑制の葛藤のあまり一砂は気を失い、水無瀬の勤務する病院に運び込まれる。
父親の呪縛
退院した一砂は高城の家に住むようになる。父親との二人だけの生活は異常なものと理解してはいても、千砂は父親の面影をもつ一砂の側に居たいという感情に支配される。血の渇きと妻への渇望という共依存関係は、二重螺旋のように千砂のこころを呪縛し続ける。夏休み明けの新学期に千砂は葉に出会う。一砂の病気を知ってなお彼の力になりたいと言う葉に対して、千砂は直感的に葉も一砂を癒せることを察知し、「一砂を癒し、護れるのは同じ苦しみをもった私だけよ」と宣言する。
千砂のこころの変化
千砂は激しい胸の痛みに苦しみ、一砂に「お願い、私を必要として。私の傍にいて、もうわたしを独りにしないで」と口にする。千砂は葉と会ったときのことを話しながら、嫉妬にかられ一砂に口付ける。しかし、すぐに「あなたをこの血で縛っても、心まで縛ることはできない。人形でもいい、母さんの身代わりでもいいから、ただ、父さんに側に居てほしかった」と理性と感情が入り混じった気持ちを吐き出す。それに対して一砂は「俺がずっと側に居るよ」と答え、千砂のこころは父親の呪縛から解き放たれる。
葉に癒される一砂
千砂に促されて久しぶりに学校に行った一砂は、赤い塗料に触発されて発作を起こす。学校内の人気の無いところで苦しむ一砂に葉が駆け寄る。「近寄るな」という一砂の警告に逆らい、葉は一砂に抱きつく。葉の「いいよ」という声に促されるように彼女の首筋を噛み血を舐める。一砂が本能的に感じていたように、千砂が直感的に恐れていたように、葉の血で発作はおさまる。葉はこの傷が支えとなり、一砂を待ち続けることができるようになる。
一つの結末
元看護士の風見が志砂の自殺原因を調査し始めたことから、千砂は記憶に封印されていた母親を殺したことを思い出し、生への執着を失う。そのような時にも「俺は父さんのようには逃げない」という一砂の言葉は、千砂の愛を純粋なものに聖化する。千砂は「あなたを父さんの代わりではなく命をかけて愛したわ」と話し、一砂は「千砂と一緒にいたのは僕がそうしたかったからだ」と思いを伝える。千砂は「それ以上の言葉はないわ」と感謝する。一砂は病気が再発したことを告げ、一緒に逝くことを伝え、千砂からもらった薬を飲む。
エピローグ
翌日、胸騒ぎに襲われ高城の家に向かった水無瀬は、寄り添うように眠る二人を発見する。一砂はかろうじて命をとりとめ、この一年間の記憶を失う。記憶を失った一砂に対して八重樫葉は「ここから始めればいいのだから」と独白する。

## 登場人物
高城 一砂（たかしろ かずな）
本作の主人公。高校1年生。母親が小さい頃に亡くなったため、父親の友人である江田夫妻に育てられる。
高城 千砂（たかしろ ちずな）
本作のヒロイン。高校2年生。幼い頃から高城家の「病」を発病しており、父親に育てられる。黒髪ロングの着物姿が美しい女性。高城の病とは別に生まれつき心臓が弱く、発作を抑える薬の服用がそれを悪化させている。
八重樫 葉（やえがし よう）
一砂と同級生の女の子。美術部に所属している。髪の毛を自分で切ったりとおしゃれに興味が無く、滅多に笑わない。一砂とはお互いに好意を抱いているが、はっきりとは自覚していない。
水無瀬（みなせ）
千砂の幼馴染みの医師。千砂より11歳年上。千砂とは高校生の頃に知り合い、10年以上実の兄のように過ごしてきた。左目に千砂につけられた大きな傷がある。現在は保護者として、また医者として千砂の面倒を見ている。
江田 夏子（えだ なつこ）
一砂を育ててきた母親代わりの女性。年齢は30代後半から40代前半。かつては子供はいらないという考えだったが、近頃は心境に変化が生じている。
木の下（きのした）
一砂の中学時代からの友人。母子家庭の3人兄弟で、兄と姉は同作者の『イエスタデイをうたって』に登場している。
佐崎 マミ（ささき マミ）
千砂が所属するクラスの委員をしている。体育会系で明るくさばけた性格。クラスメイトと打ち解けようとしない千砂を気にしている。
エミ
八重樫の中学時代からの友人で、一砂とも面識がある。バスケットボール部。

## 単行本
連載版から一部変更がなされているほか、連載版にあった扉絵が一部未収録になっている。
- 『羊のうた』通常版、幻冬舎コミックス（幻冬舎）全7巻、。最終巻にインタビューあり。雑誌の親会社移転によりスコラ版、ソニーマガジンズ版もある。
  1. ISBN 978-4344800229 （2002年1月）
  2. ISBN 978-4344800236 （2002年1月）
  3. ISBN 978-4344800243 （2002年1月）
  4. ISBN 978-4344800250 （2002年1月）
  5. ISBN 978-4344800267 （2002年1月）
  6. ISBN 978-4344800151 （2002年1月）
  7. 通常版：ISBN 978-4344801981 （2003年2月）
限定版（フィギュア付き）：ISBN 978-4344801974 （2003年02月）

- 『羊のうた　完全版』（幻冬舎）、全7巻。カラーページ再現・箱入り・最終巻にインタビューなし。
  1. ISBN 978-4344803480 （2003年12月）
  2. ISBN 978-4344803558 （2004年1月30日）
  3. ISBN 978-4344803619 （2004年1月30日）
  4. ISBN 978-4344803725 （2004年2月24日）
  5. ISBN 978-4344803862 （2004年2月24日）
  6. ISBN 978-4344803862 （2004年3月31日）
  7. ISBN 978-4344803879 （2004年3月31日）

- 『羊のうた』幻冬舎コミックス漫画文庫（幻冬舎）、全4巻。カバー書き下ろし、最終巻にインタビューなし。
  1. ISBN 978-4344817951 （2009年10月23日）
  2. ISBN 978-4344818712 （2010年1月22日）
  3. ISBN 978-4344819504 （2010年4月23日）
  4. ISBN 978-4344820081 （2010年7月23日）

- 海外版
  - TOKYOPOPより「Lament of the Lamb」の名称で英語版、「Das Lied der Lämmer」の名称でドイツ語版が発売されている。また、Delcourtより「Les lamentations de l'agneau」の名称でフランス語版、東立より「羔羊之歌」の名称で台灣中文(台湾の中国語)版、학산문화사より「양의 노래」の名称で韓国語版が発売されている。

## 映画

### 2002年の日本映画
通常版
全1巻（テレホンカードの付いた限定版あり）
1. GRVE-28010（2002年9月25日）

スタッフ
- 監督：花堂純次
- 脚本：渡辺麻実、花堂純次
- 音楽：貴三優大、浜口史郎
- 主題歌：airi「いつかは君の…」
- 撮影：藤井良久
- 照明：林和義
- 美術：金勝浩一
- 録音：井家眞紀夫
- 編集：伊藤伸行
- 助監督：芝祐二、濱田兼吾、草野昌美
- 選曲・音響効果：山本文勝
- 整音：関谷行雄
- ラインプロデューサー：鈴村高正
- 現像：IMAGICA
- ロケ協力：信州上田フィルムコミッション、須坂市、須坂市教育委員会　ほか
- 製作者：成澤章、田中正雄
- 企画：尾川匠、荒木功
- プロデュース：内堀雄三
- 企画協力：ソニー・マガジンズ
- 製作協力：ネクスト・プロデュース
- 製作：グルーヴコーポレーション、ユニオン映画
- 配給：グルーヴコーポレーション

キャスト
- 高城一砂：小栗旬
- 高城千砂：加藤夏希
- 八重樫葉：美波
- 江田新：田中健
- 江田夏子：永島暎子
- 水無瀬：鈴木一真

映画版関連グッズ
- 羊のうた オリジナルサウンドトラック

### 国際映画
2006年10月14日にTOKYOPOPが実写映画化権を獲得したと発表した。プロデューサーは、TOKYOPOPのCEOスチャート・リヴィ。監督は日本人、登場人物はヨーロッパ人に置き換えられ、撮影はルーマニアで行う国際的な作品になるとのことである。
- 「羊のうた」映画を自社製作 トーキョーポップ
- 英文記事＆担当編集者インタビュー
- TOKYOPOP　羊のうたの実写映画化企画発表
- TPG アニメーション企画も多彩 3Dアニメに注目

2008年3月19日の続報によると、監督は秋山貴彦、タイトルは"Love Like Blood"、ストーリーはBlake Edwardsなる貧血症の高校生男子がJiraという美少女と出会い、深い関係になる…とのことである。主演女優は日本人、背景音楽は1980年代から最近までの有名な複数のゴシックバンドから、3D映画で予算は600万ドル以下との情報が公開されている。
- 実写版「羊のうた」 監督に「HINOKIO」秋山貴彦氏を予定
- Levy ready to supply Japan 3-D(英文元記事)

2008年10月26日には公式サイトが公開されたが、2012年5月1日に閉鎖された。また、TOKYOPOPは2011年5月31日に漫画出版部門を撤退している。
- スチュウ通信
- 公式サイト

## OVA

### スタッフ
出典：
- 監督・脚本・絵コンテ - 杉井ギサブロー
- キャラクターデザイン・作画監督 - 瀬尾康博
- 美術監督 - 金村勝義
- 色彩設計 - 歌川律子
- 撮影監督 - 佐藤陽一郎
- 編集 - 古川雅士
- 音響監督 - 藤山房伸
- 音楽 - 宮澤謙
- プロデューサー：相馬和彦、松葉せつこ、丸山正雄
- アニメーションプロデューサー - 桜井宏
- アニメーション制作 - マッドハウス
- 制作協力 - グループ・タック
- 製作 - 「羊のうた」製作委員会（グルーヴコーポレーション、インターコミュニケーションズ）

### キャスト
- 高城千砂 - 林原めぐみ[3]、杉井咲子（幼年の千砂）
- 高城一砂 - 関智一[3]
- 八重樫葉 雪野五月[3]
- 江田新 - 小杉十郎太[3]
- 江田夏子 - 佐々木瑶子[3]
- 水無瀬 - 三木眞一郎[3]
- 高城百子 - 井上喜久子
- 木の下 - 鈴村健一[3]
- エミ - 長沢美樹[3]

### 主題歌
「Destiny 〜宿命〜」
作詞：野田礼子、作曲・編曲：高橋哲也、歌：千砂&一砂

### DVD
通常版
全4巻
1. GSTN-29081（2003年5月25日）
2. GSTN-29082（2003年8月25日）
3. GSTN-29083（2003年11月25日）
4. GSTN-29084（2004年2月25日）

SPECIAL BOX
羊のうた SPECIAL BOX （冬目景の原作コミックのOVA版を、杉井ギサブロー監督が再編集したディレクターズカット版のBOX。前後編で構成される本編収録ディスク2枚に加え、特典ディスク、サウンドトラック、ドラマCD全3巻もセットにした豪華版。ライナーノーツも封入）
1. INDV-4102（2004年12月10日）

### サウンドトラック
羊のうた オリジナルアニメサウンドトラック
1. GSTN-80005（2003年12月25日）

## ドラマCD
通常版
全3巻（最終章はアニメイト限定発売）
1. ASIN B00067I8G0 （2002年7月20日）
2. ASIN B00067I8GA （2002年11月8日）
3. （2003年12月25日）

キャスト
- 高城一砂（声：関智一）
- 高城千砂（声：林原めぐみ）
- 八重樫葉（声：雪乃五月）
- 江田新（声：小杉十郎太）
- 江田夏子（声：水谷優子）
- 水無瀬（声：三木眞一郎）

## 関連商品
画集
羊のうた―冬目景画集
1. ISBN 478971540X （ソニーマガジンズ、2000年5月）
2. ISBN 4789715418 （ソニーマガジンズ、2000年5月）（サイン入り複製原画、雑記帳、クリアファイル、FAXシート、キャラクターシール付属の豪華版）
3. ISBN 4344802276 （幻冬舎コミックス、2003年3月）（上記の物の再版）

羊のうた 絵顧録―冬目景画集
1. ISBN 4344802268 （幻冬舎コミックス、2003年3月）

その他
市販された商品の一部。抽選プレゼントや注文生産のグッズも多数あり。
1. 羊のうた 懐中時計 千砂 ゴールドバージョン （2003年3月31日）
2. 羊のうた 懐中時計 八重樫 シルバーバージョン（2003年2月28日）
3. 羊のうた リトグラフ（千砂）（2003年7月22日）
4. テレホンカードセット 羊のうた 四季（2003年9月13日）
5. 羊のうた 千砂胸像（2003年9月17日）
6. 羊のうた ポストカード（2004年3月12日）
7. 冬目景 CG複製版画-B（幼千砂）、E（千砂）（2005年2月）
8. 『羊のうた』 アートグラフA（千砂）、B（千砂&一砂）（2005年2月）